# Capellia rufiventris
Capellia rufiventris är en stekelart som först beskrevs av Girault 1920.  Capellia rufiventris ingår i släktet Capellia och familjen puppglanssteklar. Inga underarter finns listade.